# Джаватханов, Абдулхалим Муслимович
Абдулхалим (Халим) Муслимович Джаватханов (род. 4 августа 1998, Буйнакск, Дагестан) — российский спортсмен, двукратный чемпион мира, Европы и России по универсальному бою. Чемпион России по боевому самбо. Заслуженный мастер спорта России по универсальному бою. Мастер спорта России международного класса по боевому самбо. Мастер спорта России по вольной борьбе, самбо и армейскому рукопашному бою.

## Спортивная карьера
С 8 лет занимается спортом, сначала занимался вольной борьбой. Боевым самбо занимается в КСШОР № 2 под руководством Таймураза Басиева и Игоря Параскивопуло. Универсальным боем занимается под руководством Евгения Конзачакова и Александра Рядского. В августе 2018 года в городе Медынь Калужской области выиграл чемпионат Европы по универсальному бою. В ноябре 2018 года в городе Медынь стал чемпионом мира по универсальному бою. 28 февраля 2021 года в Оренбурге стал бронзовым призёром чемпионата России по боевому самбо. В октябре 2021 года одержал победу на международном турнире по боевому самбо на призы президента Республики Татарстан. В ноябре 2022 года в Волгограде стал чемпионом мира по универсальному бою. 1 марта 2023 года в Перми, одолев в финале Виктора Немкова, стал чемпионом России по боевому самбо.

## Спортивные достижения
- Чемпионат Европы по универсальному бою 2018 — ;
- Чемпионат мира по универсальному бою 2018 — ;
- Чемпионат России по универсальному бою 2020 — ;
- Чемпионат России по самбо 2021 — ;
- Чемпионат мира по универсальному бою 2022 — ;
- Чемпионат России по самбо 2023 — ;
- Кубок Основоположникам самбо 2023 — ;
- Кубок России по самбо 2024 — ;

## Личная жизнь
Родился в Буйнакске. С 5 лет живёт в Кемерово. Выпускник Кузбасского института ФСИН России.  

## Ссылка
- Джаватханов Абдулхалим Муслимович. Всероссийская федерация самбо. Дата обращения: 19 июля 2025.
- Абдулхалим Джаватханов в программе «Регион спорта» (выпуск от 18 ноября 2022 года)
- Абдулхалим Джаватханов в программе «Регион спорта» (выпуск от 11 октября 2021 года)